# FIA WTCC japán nagydíj
A FIA WTCC japán nagydíj 2008-2010-ig az Okayama International Circuit-en került megrendezésre, 2011-től a Suzuka East Circuit-en, 2014-ben a Suzuka Circuit-en rendezték a versenyt, 2015-től a Twin Ring Motegi ad otthont a futamnak.

## Futamgyőztesek

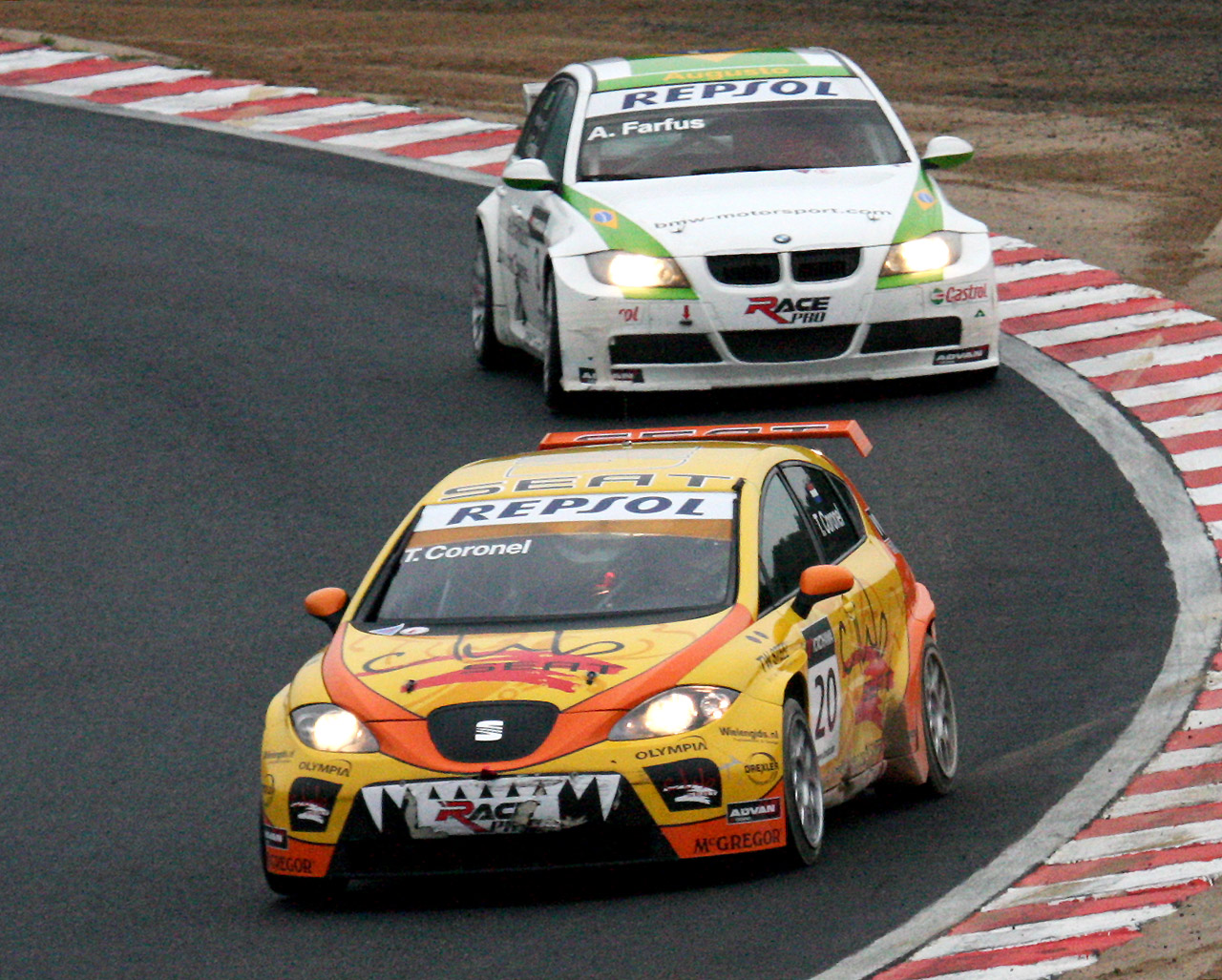
Tom Coronel és Augusto Farfus küzdelme a győzelemért a 2008-as 2. versenyen

| Év   | V. | Versenyző         | Gyártó    | Helyszín | Összefoglaló |
| ---- | -- | ----------------- | --------- | -------- | ------------ |
| 2016 | 1  | Michelisz Norbert | Honda     | Motegi   | Összefoglaló |
| 2016 | 2  | Yvan Muller       | Citroën   | Motegi   | Összefoglaló |
| 2015 | 1  | José María López  | Citroën   | Motegi   | Összefoglaló |
| 2015 | 2  | Tiago Monteiro    | Honda     | Motegi   | Összefoglaló |
| 2014 | 1  | José María López  | Citroën   | Suzuka   | Összefoglaló |
| 2014 | 2  | Gabriele Tarquini | Honda     | Suzuka   | Összefoglaló |
| 2013 | 1  | Michelisz Norbert | Honda     | Suzuka   | Összefoglaló |
| 2013 | 2  | Tom Coronel       | BMW       | Suzuka   | Összefoglaló |
| 2012 | 1  | Alain Menu        | Chevrolet | Suzuka   | Összefoglaló |
| 2012 | 2  | Stefano D'Aste    | BMW       | Suzuka   | Összefoglaló |
| 2011 | 1  | Alain Menu        | Chevrolet | Suzuka   | Összefoglaló |
| 2011 | 2  | Tom Coronel       | BMW       | Suzuka   | Összefoglaló |
| 2010 | 1  | Robert Huff       | Chevrolet | Okayama  | Összefoglaló |
| 2010 | 2  | Colin Turkington  | BMW       | Okayama  | Összefoglaló |
| 2009 | 1  | Andy Priaulx      | BMW       | Okayama  | Összefoglaló |
| 2009 | 2  | Augusto Farfus    | BMW       | Okayama  | Összefoglaló |
| 2008 | 1  | Rickard Rydell    | SEAT      | Okayama  | Összefoglaló |
| 2008 | 2  | Tom Coronel       | SEAT      | Okayama  | Összefoglaló |